# Max Neumeyer
Max Neumeyer (* 4. September 1920; † 22. Mai 1993) war ein deutscher Kommunalpolitiker (CSU).

## Leben und Wirken
Neumeyer absolvierte ein Jurastudium und wurde zum Dr. jur. promoviert.
Von Mai 1964 bis April 1988 war er Oberbürgermeister der oberbayerischen Stadt Bad Reichenhall. Im Vorfeld der Olympischen Sommerspiele in München 1972 verfolgte er und der Stadtrat das Ziel, in der Stadt ein Zentrum für Schulsport, Erholung und Prophylaxe zu etablieren, von dem man sich eine deutliche Signalwirkung erhoffte. In diesem Zusammenhang entstand auch die dortige Eislauf- und Schwimmhalle. Zum 1. Juli 1972 verlor die Stadt im Zuge der Gebietsreform ihre Kreisfreiheit, konnte aber die Diskussion um die Kreisstadt und den Sitz des Landratsamtes, des neu gebildeten Landkreises Berchtesgadener Land, für sich entscheiden. Die anfängliche Landkreisbezeichnung „Bad Reichenhall“ mit zugehörigen Kfz-Kennzeichen „REI“ konnte aber nicht gehalten werden.

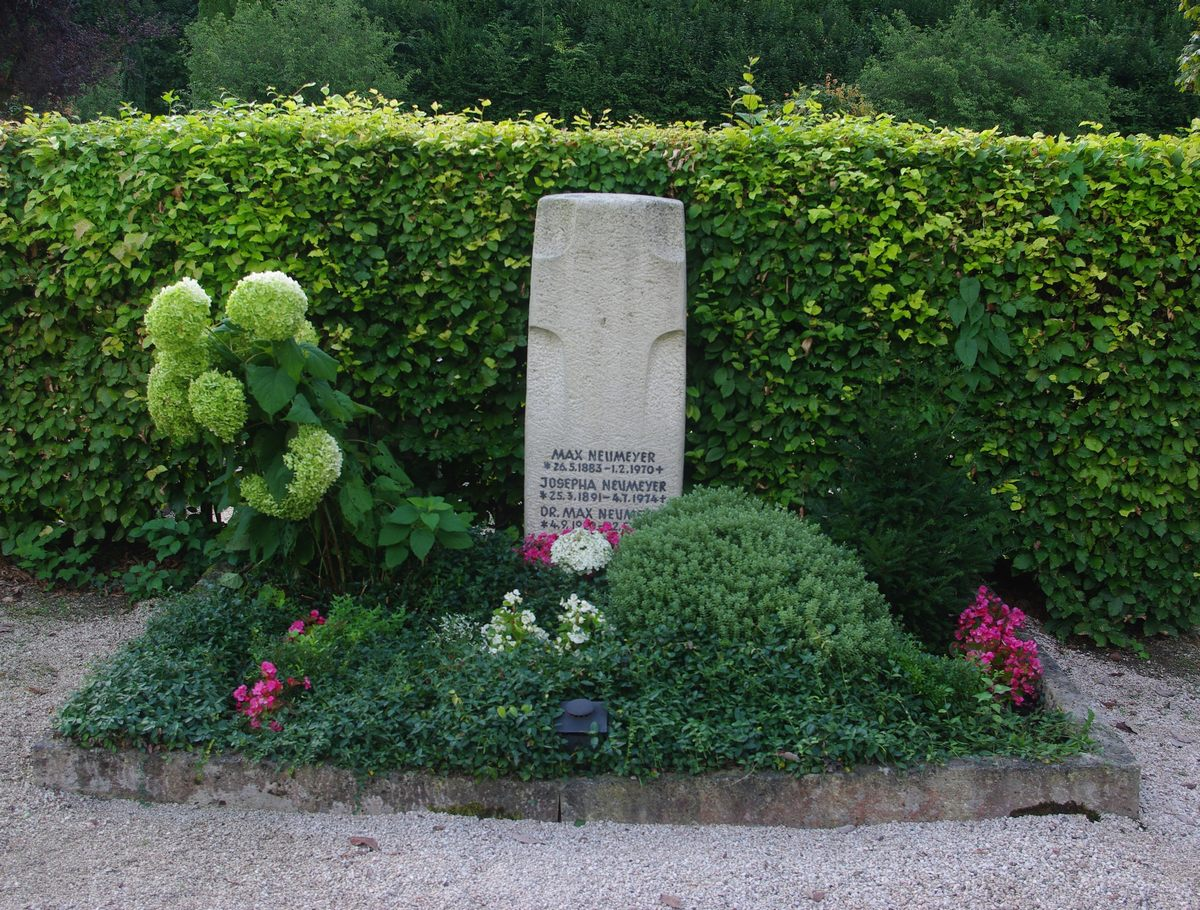
Grab Familie Neumeyer auf dem Friedhof St. Zeno in Bad Reichenhall

Max Neumeyer verstarb 1993 im Alter von 72 Jahren. Er wurde auf dem Friedhof St. Zeno in Bad Reichenhall beerdigt.

## Auszeichnungen
- 1983: Bundesverdienstkreuz 1. Klasse
- Bayerischer Verdienstorden[3]